# دييغو سيبالوس
دييغو سيبالوس (بالإسبانية: Diego Ceballos)‏ هو لاعب كرة قدم أرجنتيني، ولد في 25 مارس 1980 في سانتا في في الأرجنتين. لعب مع نادي لانوس.

## وصلات خارجية
- دييغو سيبالوس على موقع إي إس بي إن إف سي (الإنجليزية)
- دييغو سيبالوس على موقع قاعدة بيانات كرة القدم.إي يو (الإنجليزية)
- دييغو سيبالوس على موقع Soccerway.com (الإنجليزية)